# Enzalutamid
Enzalutamid ist ein Inhibitor des Androgenrezeptor-Signalweges. 
Enzalutamid wurde von der Firma Medivation unter dem Codenamen MDV3100 entwickelt. Im Jahr 2009 schlossen Astellas Pharma und Medivation eine Vereinbarung über eine gemeinsame Weiterentwicklung und einen globalen Vertrieb von Enzalutamid.

## Wirkmechanismus
Enzalutamid hemmt den Signalweg des Androgenrezeptors an drei Stellen. Als erstes bindet es an den Androgenrezeptor und blockiert damit die Bindung der natürlichen Liganden, z. B. Testosteron oder Dihydrotestosteron. Zweitens wird durch Enzalutamid die Translokation des Androgenrezeptorkomplexes in den Zellkern gehemmt. Und drittens reduziert es die Bindung an die DNA und die Rekrutierung von Cofaktoren für die Transkription. Durch diesen dreifachen Mechanismus wird die Expression der Gene, die durch den Androgenrezeptor reguliert werden, gehemmt (inhibiert).  Enzalutamid unterscheidet sich damit von bisher verfügbaren antiandrogenen Substanzen.
In Laborexperimenten wurde auch eine antagonistische Wirkung am Östrogenrezeptor bei Brustkrebszelllinien beobachtet.

## Phase-III-Studien
Im September 2009 startete die Phase-III-Studie AFFIRM, in der 1199 Patienten mit metastasiertem kastrationsresistentem Prostatakarzinom nach vorangegangener Chemotherapie mit Enzalutamid oder Placebo behandelt wurden. Primärer Endpunkt der Studie war die Verlängerung des Gesamtüberlebens von Enzalutamid gegenüber Placebo. 800 Patienten erhielten Enzalutamid, 399 Patienten waren in der Placebo-Gruppe. Im September 2011 wurde die Studie nach einer geplanten Zwischenanalyse auf Empfehlung des unabhängigen Data Monitoring Committees vorzeitig beendet, da Patienten mit einer Enzalutamid-Behandlung ein 4,8 Monat längeres Gesamtüberleben aufwiesen als Patienten in der Placebo-Gruppe (18,4 vs. 13,6 Monate; Hazard ratio (HR) = 0,63; p < 0,001). Patienten aus der Placebo-Gruppe wurde nach der Entblindung der Studie Enzalutamid als Therapie angeboten.
Auch in den sekundären Endpunkten war Enzalutamid Placebo überlegen. Das progressionsfreie Überleben, ermittelt durch eine radiographische Bildgebung, wurde um 5,4 Monate in der Enzalutamid-Gruppe gegenüber Placebo (8,3 Monate vs. 2,9 Monate; p < 0,001) sowie auch im PSA-Nachweis um 5,3 Monate (8,3 Monate vs. 3,0 Monate; p<0,001) verlängert. 54 % der Patienten mit einer Enzalutamid-Therapie hatten eine Senkung des PSA-Wertes im Vergleich zum Studienbeginn von ≥50 % (p<0,001). 43 % der Enzalutamid-Patienten berichteten über eine verbesserte Lebensqualität gegenüber 18 % der Placebo-Patienten (p < 0,001).

## Zulassungsstatus
Im August 2012 erteilte die U.S. Food and Drug Administration (FDA) die Zulassung für Enzalutamid zur Behandlung des metastasierten kastrationsresistenten Prostatakarzinoms nach einer Docetaxel-Therapie. Im Juni 2013 erhielt Enzalutamid die Zulassung durch die European Medicines Agency (EMA) in Europa zur Behandlung von Patienten mit metastasiertem kastrationsresistentem Prostatakarzinom, deren Erkrankung während oder nach einer Docetaxel-Therapie fortschreitet.

## Fertigarzneimittel
- Xtandi (EU, USA)